# WAD (Doom)
Pour les articles homonymes, voir WAD.
Un WAD, acronyme de Where's All the Data ? (littéralement Où sont toutes les données ?), est un format de données utilisé dans le jeu Doom, dans sa suite, Doom II: Hell on Earth, ainsi que dans leurs mods.
Ces fichiers, dont l'extension est .wad, contiennent entre autres les éléments qui composent le jeu (carte, ennemis, objets...) et sont ainsi connus de la communauté qui les modifie afin créer de nombreux mods.

## Historique
Le format .wad a été développé par id Software pour le premier jeu Doom.
Le succès rencontré par le jeu a amené un grand nombre de joueurs à créer des mods pour celui-ci. Ceux-ci créèrent des paquets au format .wad (format utilisé nativement par le jeu, et donc facile à modifier) contenant des niveaux, des graphiques et d'autres données de jeu.
De très nombreux WAD, du simple niveau modifié aux jeux complets, ont donc été créés pour Doom, et sont pour la plupart téléchargeables gratuitement sur Internet, alors que d'autres ont été commercialisés. De nombreux passionnés du WAD-modding devinrent professionnels dans le milieu du jeu vidéo, comme level designer par exemple.
Doom joua ainsi un rôle important dans le devenir de la culture du modding pour les jeux de tir à la première personne.

## Types
Il existe deux types de WAD distincts :
- IWAD, ou internal WAD, qui est le fichier minimal indispensable pour jouer au jeu ;
- PWAD, ou patch WAD, un fichier complémentaire à l'IWAD, qui y rajoute ou en remplace des données.

Le PWAD est donc le fichier à modifier pour créer un mod.
Certains PWAD, récurrents dans les mods, portent un nom particulier :
- on appelle MegaWAD un PWAD remplaçant au moins un épisode, à savoir 8 ou 9 niveaux ;
- on appelle Total Conversion un PWAD remplaçant tous les graphismes du jeu, voire son comportement ;
- on appelle Partial Conversion un PWAD ajoutant de nouveaux éléments de jeu, comme de nouvelles armes ou de nouveaux monstres, tout en conservant la plupart des éléments d'origine.

### Liste des IWAD
Les IWAD utilisables avec des jeux employant des variantes du Doom Engine comprennent :
- les IWAD de Doom : Doom dans ses différentes versions, Doom 2 et Final Doom, ce dernier incluant deux IWAD : TNT Evilution et The Plutonia Experiment,
  - la version initiale de l'épisode shareware incluait un motif en forme de svastika ; celui-ci fut modifié à partir de la version 1.4 afin d'éviter une interdiction de distribution en Allemagne,
  - les IWAD présents en bonus dans Doom 3 BFG édition présentent plusieurs modifications : disparition du logo de la Croix-Rouge, disparition des allusions visuelles au nazisme ;
- les IWAD pour Heretic, Hexen, Strife et Chex Quest ;
- la version IWAD de HACX (la version originellement commercialisée était un PWAD pour Doom 2) ;
- les IWAD en cours de développement Blasphemer et Zauberer, respectivement compatibles avec Heretic et Hexen.

Les IWAD nécessitant des ports de Doom sont :
- les IWAD de Freedoom, nécessitant un port Limit removing, bien que le projet vise à devenir Vanilla compatible à moyen terme ;
- les IWAD de Chex Quest 3, Harmony et Action Doom 2: Urban Brawl, conçus pour ZDoom ;
- The Adventures of Square[2] est destiné à ZDoom, sous forme d'un fichier .pk3 au lieu de .wad.

## Éditeurs de WAD
Le logiciel utilisé chez id Software pour élaborer les WAD était nommé DoomED, et la compilation était effectuée par un autre outil dénommé DoomBSP.
De nombreux outils furent ensuite conçus par des amateurs, tels que :
- DEU (Doom Editing Utility) ;
- DETH (DOOM Editor for Total Headcases) ;
- DCK (Doom Construction Kit).

Les logiciels actuellement fonctionnels et régulièrement mis à jour sur des systèmes modernes comprennent SLADE, Doom Builder et Eureka (héritier multiplateforme de l'outil Yadex sur Linux), auxquels on peut ajouter le générateur aléatoire OBLIGE (héritier de SLIGE).

## Compatibilité
Au fil des années, une norme s'est mise en place pour classifier les WAD en fonction de leur compatibilité avec Doom et ses différents portages :
- Vanilla compatible désigne les WAD utilisables avec le jeu original et tous ses portages ;
- Limit removing[7] désigne les WAD nécessitant une correction minimale des bugs et limites du jeu d'origine, correction présente dans la plupart des portages de Doom.

Certains WAD exploitent des fonctionnalités spécifiques à certains portages :
- Boom compatible désigne un WAD utilisable avec le portage Boom et ses dérivés (PrBoom, ZDoom) ;
- ZDoom compatible désigne un WAD utilisable avec le portage ZDoom et ses dérivés (GZDoom, Zandronum).

Enfin, certains WAD nécessitent des configurations particulières (client-serveur...).

## Autres types d'extensions
Il existe également d'autres types d'extension en plus des fichiers .wad, comme les fichiers .pk3 fréquemment utilisés pour ZDoom et ses dérivés, les fichiers .deh qui modifient le comportement du jeu, les fichiers .bex exploités par le portage Boom, etc.